# بیسکوپیتس-پولکوو
بیسکوپیتس-پولکوو (به چکی: Biskupice-Pulkov) یک منطقهٔ مسکونی در جمهوری چک است که در منطقه تربیچ واقع شده‌است. بیسکوپیتس-پولکوو ۱۱٫۸۴ کیلومتر مربع مساحت و ۲۹۹ نفر جمعیت دارد و ۳۷۵ متر بالاتر از سطح دریا واقع شده‌است.